# Max Irons
Maximilian Paul Diarmuid Irons, detto Max (Londra, 17 ottobre 1985), è un attore e modello britannico.

## Biografia

### Primi anni
È nato il 17 ottobre 1985 a Camden, Londra, figlio dell'attore inglese Jeremy Irons e dell'attrice irlandese Sinéad Cusack, a  sua volta figlia degli attori Cyril Cusack e Maureen Kiely. Ha un fratello, l'ex attore e fotografo Samuel Irons, e un fratellastro Richard Boyd Barrett, politico irlandese. Irons è al contempo cittadino sia irlandese che inglese, date le leggi sulla nazionalità inglesi e irlandesi. Ha frequentato dapprima la Dragon School a Oxford, successivamente la Bryanston School nel Dorset. Nel 2008 si è diplomato alla Guildhall School of Music and Drama. Durante i suoi anni scolastici, ha sofferto di dislessia e suo padre Jeremy inizialmente lo ha scoraggiato dall'intraprendere la carriera dell'attore. Mentre studiava recitazione, Max Irons lavorava come barista.

### Carriera
È stato modello per Burberry e Mango. Nel 2012 ha firmato un contratto con l'agenzia di moda Macy's I.N.C. (collezione 2012 autunno/inverno apparsa sull'Huffington Post il 15 agosto 2012). Ha debuttato sul grande schermo nel 2004 prendendo parte alla commedia drammatica La diva Julia, in un ruolo minore, affiancando il padre Jeremy, che figurava invece tra i protagonisti. Nel 2009 ha prestato il volto per il cortometraggio Unrequited Love di Jade Syed-Bokhari. Lo stesso anno ha recitato in Dorian Gray di Oliver Parker, seconda grande produzione cui ha partecipato dopo La diva Julia. Nel 2011 ha recitato in Cappuccetto rosso sangue di Catherine Hardwicke, nel ruolo di Henri ed è comparso in tre episodi della serie televisiva The Runaway. Nel 2012 è stato scelto per interpretare Jared Howe nell'adattamento cinematografico del famoso best seller di Stephenie Meyer L'ospite, ovvero The Host, diretto da Andrew Niccol.
Nel 2013 ha interpretato re Edoardo IV nella miniserie BBC The White Queen, tratta dai romanzi di Philippa Gregory. Nel 2014 ha vestito i panni di Miles Richards, protagonista del film Posh, adattamento cinematografico dell'omonima opera teatrale di Laura Wade: insieme a lui hanno recitato i due attori inglesi Sam Claflin e Douglas Booth.

## Vita privata
Il 30 novembre 2019 ha sposato Sophie Pera, fashion director per Tatler, nell'Oxfordshire. I due erano fidanzati dal 2013.

## Filmografia

### Cinema
- La diva Julia - Being Julia (Being Julia), regia di István Szabó (2004)
- Unrequited Love, regia di Jade Syed-Bokhari – cortometraggio (2009)
- Dorian Gray, regia di Oliver Parker (2009)
- Cappuccetto rosso sangue (Red Riding Hood), regia di Catherine Hardwicke (2011)
- The Host, regia di Andrew Niccol (2013)
- Posh (The Riot Club), regia di Lone Scherfig (2014)
- Woman in Gold, regia di Simon Curtis (2015)
- Raccolto amaro (Bitter Harvest), regia di George Mendeluk (2017)
- The Wife - Vivere nell'ombra (The Wife), regia di Björn Runge (2017)
- Mistero a Crooked House (Crooked House), regia di Gilles Paquet-Brenner (2017)
- Terminal, regia di Vaughn Stein (2018)

### Televisione
- The Runaway – serie TV, 3 episodi (2011)
- The White Queen, regia di James Kent, Jamie Payne e Colin Teague – miniserie TV, 9 puntate (2013)
- Tutankhamon (Tutankhamun), regia di Peter Webber – miniserie TV (2016)
- The Little Drummer Girl, regia di Park Chan-wook – miniserie TV, puntate 1-2 (2018)
- Condor – serie TV, 20 episodi (2018-2020)
- Flowers in the Attic: The Origin – miniserie TV, 4 puntate (2022)
- Miss Austen, regia di Aisling Walsh – miniserie TV, 3 puntate (2025)

## Doppiatori italiani
Nelle versioni in italiano delle opere in cui ha recitato, Max Irons è stato doppiato da:
- Gianfranco Miranda in Cappuccetto rosso sangue, The Host, Mistero a Crooked House
- Stefano Crescentini in Posh, Tutankhamun
- Gabriele Sabatini in The White Queen
- Emanuele Ruzza in The Wife - Vivere nell'ombra
- Luca Appetiti in Raccolto amaro
- Maurizio Merluzzo in Terminal
- Alessandro Capra in Condor